# 阿根廷伯傑油鯰
阿根廷伯傑油鯰，為輻鰭魚綱鯰形目長鬚鯰科的其中一種，分布於南美洲阿根廷巴拉那河流域，體長可達9.1公分，棲息在河底，生活習性不明。